# Kalium
Kalium är ett grundämne och spårämne. Kalium tillhör gruppen alkalimetaller och är vanligt förekommande i naturen. 
Kalium oxideras hastigt i luften, och är mycket reaktivt med vatten. Därför förvaras ren kaliummetall i någon typ av olja, såsom fotogen, för att förebygga oxidation. I naturen förekommer ofta kalium bundet till salt i till exempel havet, men det förekommer också i olika mineralföreningar. Ett flertal kaliumföreningar är vattenlösliga  men kristalliserar sällan med hydratiseringsvatten  och används ofta i industrin. 
Det är ett viktigt spårämne för djur och växter, där det verkar på cellnivå och vid överföring av nervsignaler. I människor reglerar kalium vatten-syrabalansen och vätskebalans. I muskelvävnadernas cellvätska är kalium den viktigaste katjonen. Brist på kalium kallas hypokalemi och patologiskt höga värden kallas hyperkalemi.

## Egenskaper
Metalliskt kalium reagerar våldsamt med vatten under reaktionen:
2K + 2H2O → 2KOH + H2   (KOH = kaliumhydroxid)
där vätet (H2) sedan reagerar med luftens syre (börjar brinna) och bildar vatten. Detta är en exoterm reaktion.

## Fysiologiskt kalium
Människans behov av kalium tillgodoses genom intag av kaliumklorid eller andra kaliumsalter. Normalt får vi i oss lagom mycket kalium via maten, men vissa livsmedel (som öl) kan bidra till en överkonsumtion av kaliumklorid, vilket ger en obalans mellan kalium- och natriumhalten i kroppen. En sådan obalans kan mötas med intag av natriumklorid.
Rekommenderat dagligt intag är för barn 0,8–2 g. För vuxna personer är rekommendationen 2,5 g per dag, alternativt för kvinnor 3,1 g och män 3,1–3,5 g. Se vidare RDI-tabell. Kalium finns rikligt i banan och avokado men halten är ännu högre i spenat, som även har högre natriumhalt.
I Livsmedelsverkets senaste rikstäckande undersökning av kostvanor i den svenska befolkningen, Riksmaten - 2010-11, var det rapporterade intaget av kalium per dag i genomsnitt 2 890 mg för kvinnor, 3 410 mg för män och 3 119 mg för hela gruppen i undersökningen.

## Isotoper av kalium
Kalium har tre naturligt förekommande isotoper, 39K, 40K och 41K. Den förstnämnda och den sistnämnda är stabila medan 40K är radioaktiv med en halveringstid av cirka 1,3 miljarder år. I kalium är halten av 40K 0,012 % och den är den dominerande källan till joniserande strålning i människokroppen. Isotopen 40K  sönderfaller dels till nukliden 40Ca (89 %), dels till nukliden 40Ar (11 %). Det senare sönderfallssättet används för åldersbestämning av rörelser i bergarter.

## Etymologi
Kalium kommer från arabiskans لْيَه al-qalyah, 'aska från plantor', genom ombildning från alkali. Ett äldre tekniskt namn på kalium är potassium (av pottaska), som fortfarande används i bland annat engelska.

## Historia
Det var först under 1700-talet som man lärde sig att skilja mellan natrium- och kaliumföreningar. Kaliumhydroxiden och karbonatet kallades då vanligen vegetabiliskt alkali (erhållet från växtaska), medan motsvarande natriumföreningar kallades mineraliskt alkali.
Den förste som lyckades bevisa att kaliumsalt var ett annat salt än natriumsalt var Georg Ernst Stahl år 1704. 1789 upptogs det av Antoine Lavoisier i dennes lista över kemikalier. Kaliummetall isolerades första gången den 6 oktober 1807, av Humphry Davy genom elektrolys av kaliumhydroxid på ett platinableck med en hög strömstyrka.